# Incidente del Lockheed Lodestar di Queensland Airlines del 1949
Il 10 marzo 1949 un aereo Lockheed Lodestar prese il volo a Coolangatta, Queensland, Australia per un volo a Brisbane. Prima di raggiungere un'altezza di 300 piedi (90 m) si è improvvisamente inclinato con il muso in su, si è bloccato e si è schiantato sulla pancia oltre la fine della pista di atterraggio. Il carburante dei serbatoi dell'aereo prese fuoco e l'aereo bruciò violentemente. Tutte le 21 persone a bordo morirono, sia per le ferite durante lo schianto che nell'incendio che ne seguì.
All'epoca fu il peggiore incidente dell'aviazione civile nel Queensland e il secondo peggior incidente in Australia. Si verificò esattamente tre anni dopo l'incidente peggiore, dove un DC-3 della Australian National Airways si schiantò vicino a Hobart il 10 marzo 1946.
L'indagine sull'incidente ha rivelato alcuni errori nelle informazioni utilizzate per determinare la posizione del baricentro dell'aereo. Era chiaro che l'aereo era decollato con il baricentro leggermente al di fuori dei limiti approvati. Gli investigatori hanno anche trovato prove che il decollo potrebbe essere stato effettuato con il correttore di assetto dell'equilibratore ancora impostato per l'atterraggio. Se il correttore di assetto dell'elevatore non fosse stato impostato per il decollo, ciò sarebbe stato aggravato dalla posizione errata del baricentro e l'aereo sarebbe stato incontrollabile.

## L'aereo

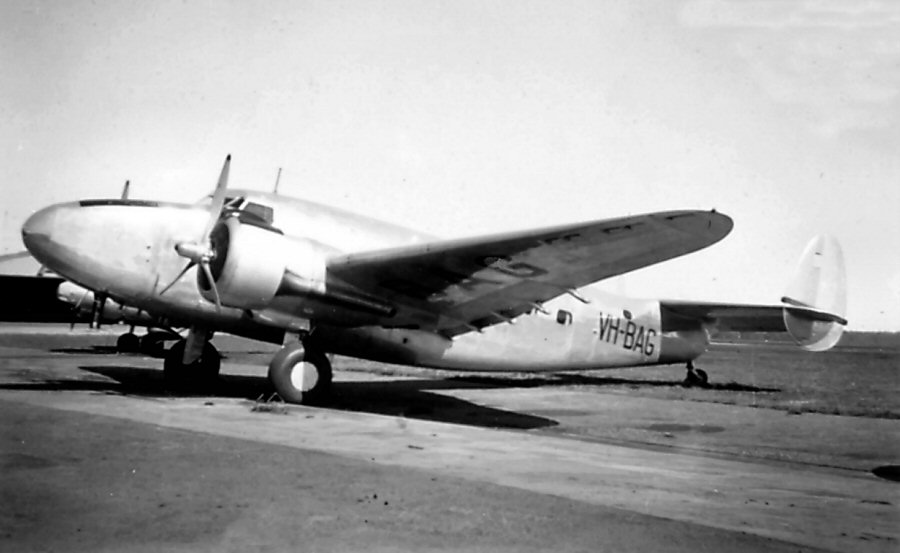
Il Lockheed L-18 Lodestar coinvolto nell'incidente

L'aereo fu prodotto nel 1942 come modello C-60 per la RAF e gli fu assegnato il numero di serie del costruttore 2194. L'ordine della RAF fu annullato, quindi fu consegnato all'USAAF e gli fu assegnato il numero di serie militare 42-32174. Nel settembre 1942 arrivò a Brisbane e prestò servizio militare con l'USAAF e la RAAF. Nel giugno 1945 fu ritirato dal servizio all'Aeroporto di Parafield, nell'Australia meridionale. Nel febbraio 1946 fu venduto a una società di Brisbane, Aircrafts Pty Ltd, e convertito alla configurazione civile mediante l'installazione di 8 sedili passeggeri su entrambi i lati del corridoio centrale e un posto nella parte posteriore per una hostess. Nel novembre 1946 venne immatricolata VH-BAG. Nell'ottobre 1948 Aircrafts Pty Ltd iniziò a commerciare sotto il nome di Queensland Airlines e utilizzò VH-BAG sui servizi aerei regolari. Era l'unico Lockheed Lodestar nei servizi aerei regolari in Australia.

## Il volo
Queensland Airlines ha utilizzato IL Lockheed Lodestar VH-BAG per effettuare un servizio passeggeri regolare tra Brisbane, Casino, Coffs Harbour, Coolangatta e Brisbane. VH-BAG è arrivato alla pista di atterraggio di Bilinga, alla periferia di Coolangatta, da Coffs Harbour con 11 dei 16 posti passeggeri occupati. Alcuni passeggeri lasciarono l'aereo a Bilinga e altri si imbarcarono per il volo di 45 miglia nautiche (83 km) verso l'Aeroporto di Archerfield a Brisbane.
L'aereo è rimasto parcheggiato al terminal della Queensland Airlines per circa un quarto d'ora prima di partire alle 11:15 ora locale. A bordo c'erano 16 passeggeri adulti e 2 neonati, 2 piloti e una hostess. Tutti i posti dei passeggeri erano occupati. Gli osservatori hanno visto l'aereo rullare fino alla fine della pista, girarsi e iniziare prontamente la corsa di decollo.

## Lo schianto
Il decollo sembrava essere normale finché il carrello non veniva retratto. L'aereo si mise rapidamente a muso in su in un assetto quasi verticale. Dapprima l'aereo rotolò verso destra fino a quando l'ala fu quasi verticale, poi rotolò verso sinistra. L'aereo ha raggiunto un'altezza stimata tra i 60 e i 90 metri (200 e 300 piedi) e poi ha iniziato a scendere e a curvare a sinistra. Continuò a scendere finché non si schiantò sulla pancia, i ceppi degli alberi squarciarono la parte inferiore dell'ala sinistra e la fusoliera sotto la porta della cabina. L'aereo scivolò solo per circa 20 iarde (18 m) prima di fermarsi a circa 100 iarde (91 m) oltre la fine della pista. Si fermò nelle acque poco profonde di una palude ai margini della pista di atterraggio. Pochi secondi dopo lo schianto, dalle macerie sono esplose fiamme e fumo nero.
Solo un piccolo numero di persone erano sulla pista di atterraggio e hanno visto l'incidente. Il responsabile dell'aeroporto e un membro del personale della compagnia aerea hanno afferrato degli estintori portatili, sono saltati su un'auto e hanno attraversato di corsa la pista di atterraggio. Altri sulla pista di atterraggio e sulle spiagge vicine corsero verso l'aereo in fiamme. La porta della cabina dell'aereo era stata strappata da un tronco d'albero e si trovava a circa 30 piedi (10 m) dietro l'aereo, ma nonostante la porta aperta nessuno all'interno della cabina passeggeri ha tentato di scappare. Il carburante che galleggiava sulla superficie dell'acqua bruciava violentemente, rendendo pericoloso avvicinarsi al relitto. Uno dei primi testimoni ad arrivare sulla scena credeva di aver visto due persone vive nella parte anteriore della cabina passeggeri, ma prima che potesse avvicinarsi abbastanza per indagare è stato respinto dalle fiamme.
Un'autopompa dei vigili del fuoco da Coolangatta è arrivata pochi minuti dopo l'incidente. La palude paludosa ha reso difficile la manovra del veicolo vicino ai rottami. I vigili del fuoco inizialmente hanno attaccato l'incendio con estintori portatili e poi hanno utilizzato l'autopompa per pompare l'acqua dalla palude sui rottami in fiamme. Due vigili del fuoco hanno trovato il modo di aggirare il combustibile in fiamme sulla superficie dell'acqua e sono saliti sull'ala con la manichetta. L'incendio ha bruciato violentemente per 30 minuti ma non è stato completamente spento per un'altra ora. A parte le ali esterne e la sezione di coda, dell'aereo era riconoscibile ben poco. Entrambe le metà del piano di coda erano visibilmente piegate verso il basso. Anche i rottami delle ali e dei supporti del motore mostravano che avevano subito una grave flessione verso il basso, indicando la gravità dell'impatto. Il corpo carbonizzato di uno dei piloti era a metà fuori dal finestrino della cabina di pilotaggio, suggerendo che fosse sopravvissuto allo schianto e avesse tentato di fuggire dai rottami.
Alle 15:15 la polizia, l'ambulanza e i volontari hanno iniziato a rimuovere i corpi delle vittime dalle macerie. Alle 16:30 erano stati recuperati 20 corpi. Tutti furono bruciati in modo irriconoscibile. Durante la ricerca del corpo dell'ultima vittima, una corda è stata attaccata alla fila di sedili bruciati ed è stato utilizzato un camion per spostare la fila di sedili. Sotto i sedili c'era il corpo di un uomo, quasi sommerso dall'acqua, con il volto protetto dall'acqua paludosa e ancora riconoscibile.

## L'indagine
Il direttore generale dell'aviazione civile ha immediatamente nominato una commissione investigativa composta da specialisti del dipartimento dell'aviazione civile. Le prove fornite da testimoni oculari hanno portato la commissione a concludere che l'aereo era salito a un'altezza inferiore a 150 m (500 piedi) e poi è andato in stallo. Una prima indagine sull'aereo non ha mostrato prove di alcun guasto nel sistema di controllo. Le manette erano completamente aperte, il magnete si accende e le eliche hanno un passo fine. Il carrello è stato retratto, ma i flap sono stati estesi di 15°. La disposizione dei cavi sul meccanismo del correttore d'assetto presentava un'impostazione tipica di un atterraggio.
Nel suo rapporto la commissione ha affermato che l'incidente è stato causato dal fatto che l'aereo era carico, quindi il suo baricentro era dietro il limite posteriore. Il rapporto affermava inoltre che l'errata impostazione del correttore di assetto dell'elevatore potrebbe aver contribuito all'incidente.
Il limite posteriore del baricentro era pari al 39% della corda aerodinamica media. Il foglio di carico preparato per il volo fatale indicava che il centro di gravità del VH-BAG era al 39,2% della corda aerodinamica media. Il foglio di carico si basava su una tabella di carico preparata dal Dipartimento dell'Aviazione Civile e sulla base delle informazioni fornite dalla RAAF. Durante l'indagine furono effettuate domande presso l'Amministrazione dell'Aeronautica Civile degli Stati Uniti e ciò rivelò un errore nella tabella di carico. Il telaio principale del Lockheed Lodestar si retraeva all'indietro in modo che la retrazione causasse lo spostamento all'indietro del baricentro, ma questo non fu preso in considerazione nella progettazione del diagramma di carico. Sono venuti alla luce anche altri errori. I sedili dei passeggeri erano 25 mm (1 pollice) più distanti rispetto a quanto mostrato sul diagramma di carico, facendo sì che il baricentro fosse più indietro rispetto a quanto calcolato, soprattutto quando l'aereo era a pieno carico. Fino a 18 chilogrammi (40 libbre) di cibo e bevande per i passeggeri venivano stipati nella parte posteriore della cabina passeggeri, ma non venivano presi in considerazione nella tabella di carico. L'indagine sull'incidente ha concluso che dopo che il carrello dell'aereo si è ritirato, il centro di gravità si sarebbe trovato a circa il 43,4% della corda aerodinamica media. Con il centro di gravità al 4% del MAC dietro il limite posteriore, l'aereo sarebbe stato pesante in coda e longitudinalmente instabile.
L'aereo era stato in operazioni civili quotidiane in Australia dal novembre 1946, quindi gli investigatori presumevano che dovessero esserci stati numerosi voli con il centro di gravità significativamente superiore al 39% della corda aerodinamica media. Era necessario che gli investigatori trovassero qualcosa di unico nel volo fatale del VH-BAG che spiegasse la sua improvvisa salita subito dopo il decollo e l'incapacità del pilota di riprendere il controllo ed evitare lo schianto dell'aereo. Il piano di coda dell'aereo era una delle poche parti dell'aereo non distrutta da un incendio. La posizione della bobina del correttore d'assetto dell'elevatore sembrava essere quella normale per l'atterraggio piuttosto che quella tipica per il decollo. Gli investigatori conclusero che durante il decollo finale era probabile che il correttore d'assetto dell'ascensore fosse ancora impostato per l'atterraggio. Ciò, unito al fatto che l'aereo era pesante sulla coda e longitudinalmente instabile dopo la retrazione del carrello, ha causato un beccheggio del velivolo così forte che il pilota non è stato in grado di mantenere il controllo o impedire lo stallo dell'aereo.
Il ministro dell'aviazione civile Arthur Drakeford ha annunciato pubblicamente che l'incidente era avvenuto perché l'aereo aveva la coda pesante ed era instabile a causa di un carico errato. Il ministro ha affermato che l'operatore non ha adottato misure adeguate per garantire il carico sicuro dei suoi aerei e ha lasciato intendere che si sta prendendo in considerazione una regolamentazione più severa per il carico degli aerei.
Il ministro ha annunciato che non era necessaria un'inchiesta pubblica sull'incidente perché la causa esatta era stata determinata dalle indagini del suo dipartimento. Si è anche rifiutato di rendere pubblico il rapporto della commissione investigativa. Questa segretezza ha attirato critiche.

## Inchiesta
Sui corpi sono stati eseguiti gli esami autoptici. Oltre a vari gradi di incenerimento, sono state riscontrate fratture del cranio, delle gambe, delle braccia e dei polsi. Anche se l'aereo non avesse preso fuoco, molti dei suoi occupanti sarebbero morti a causa delle ferite riportate nello schianto.
Un'inchiesta sulla morte dei 21 occupanti è stata condotta dal coroner del Distretto di Southport, il signor P.W. Pastore. L'inchiesta è stata condotta per un periodo di 16 giorni, rendendola l'inchiesta coronale più longeva del Queensland. L'inchiesta ha ascoltato 22 testimoni.
L'avvocato dell'operatore aereo Queensland Airlines ha chiesto che gli fosse messo a disposizione il rapporto della commissione investigativa. Si è lamentato del fatto che il rapporto era critico nei confronti della Queensland Airlines e tuttavia non ha avuto l'opportunità di leggerlo, verificarne la validità o interrogare i membri della commissione investigativa. Si è anche lamentato dell'implicazione che la Queensland Airlines fosse colpevole di aver causato l'incidente e ha detto che i consulenti legali di alcune delle parti stavano utilizzando l'inchiesta del coroner per preparare un'azione legale contro la Queensland Airlines. Ha interrotto la presentazione delle prove da parte di un membro della commissione investigativa del Dipartimento per chiedere che il rapporto della commissione fosse reso disponibile. L'avvocato che rappresenta il Dipartimento dell'Aviazione Civile ha trasmesso questa richiesta al Direttore Generale dell'Aviazione Civile, ma la risposta del Direttore Generale è stata che il rapporto non doveva essere reso disponibile ai rappresentanti legali o al pubblico.
Il procuratore generale del Queensland, Devries, ha annunciato che i rapporti dei coroner erano riservati e a beneficio del procuratore generale. Ha detto che il rapporto del signor Shepherd sulla morte di 21 persone sulla pista di atterraggio di Bilinga il 10 marzo non sarà reso pubblico. Questa decisione ha attirato critiche.

### Carico dell'aereo
Queensland Airlines e i suoi agenti non disponevano di bilance da utilizzare con passeggeri e bagagli. Il responsabile del traffico della Queensland Airlines ha informato che erano stati acquistati set di bilance ma non erano in uso perché non erano stati approvati dal Dipartimento dei pesi e delle misure. Ha detto che in ogni porto diverso da Bilinga i passeggeri potrebbero utilizzare le bilance di qualche altra compagnia, e i passeggeri che intendono imbarcarsi a Bilinga potrebbero utilizzare le bilance della vicina stazione ferroviaria. Il personale della Queensland Airlines a Bilinga ha chiesto ai passeggeri di stimare il loro peso. La compagnia assegnava posti particolari ai suoi passeggeri, ma i passeggeri non sempre occupavano i posti loro assegnati.
Il peso dell'aeromobile al momento del decollo rientrava nel limite massimo specificato nel certificato di aeronavigabilità. Dopo che il carrello si è ritirato, il centro di gravità dell'aereo era dietro il limite posteriore tra il 4,3% e il 4,9% della corda aerodinamica media.
Il capo pilota della Queensland Airlines ha detto all'inchiesta che non credeva che l'incidente fosse stato causato da un caricamento errato dell'aereo. Ha detto che il foglio di carico mostrava che il centro di gravità dell'aereo era al 39,2% della corda aerodinamica media e quindi solo leggermente al di fuori del limite approvato. Ha detto che se il centro di gravità dell'aereo fosse significativamente dietro il suo limite posteriore, il pilota se ne accorgerebbe prima che l'aereo decolli da terra. Era sua opinione che dovesse essersi verificato qualche altro problema meccanico a causare l'incidente.

### Hostess di volo
Il corpo dell'hostess è stato ritrovato nella cabina di pilotaggio anziché vicino al sedile dell'hostess nella parte posteriore della cabina passeggeri. Il capo pilota della Queensland Airlines ha suggerito che il pilota avrebbe esaminato la lettera di vettura e sarebbe stato consapevole che l'aereo aveva la coda pesante. È probabile che abbia chiesto alla hostess di sedersi nella cabina di pilotaggio durante il decollo per eliminare la pesantezza della coda. Il capo pilota ha detto all'inchiesta che la tabella di carico indicava che se l'hostess fosse stata seduta nella cabina di pilotaggio, il centro di gravità dell'aereo sarebbe stato entro i limiti approvati.

### Competenza del pilota
Il pilota e il copilota del volo fatale avevano entrambi una notevole esperienza con le forze armate prima di unirsi alla Queensland Airlines. Da quando è entrato in compagnia il pilota aveva accumulato circa altre 2300 ore e il copilota circa altre 1700 ore. Il capo pilota della Queensland Airlines dichiarò durante l'inchiesta che entrambi erano eccellenti aviatori.

### La famiglia Keegan

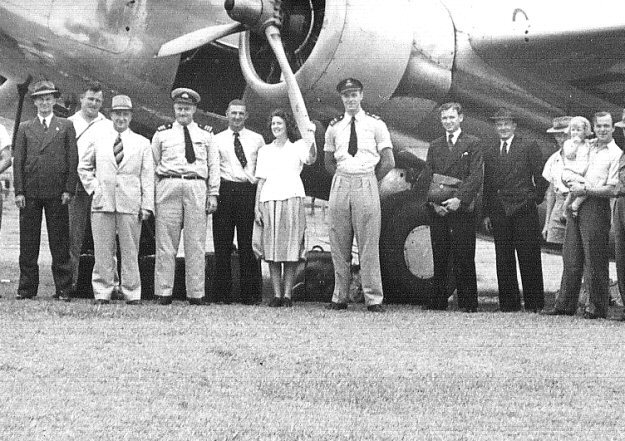
Foto scattata poco prima dell'incidente, il pilota alto al centro è il Capitano Harry Keegan.

Quattro dei passeggeri del volo fatale appartenevano alla stessa famiglia. Il capitano Harold Keegan, sua moglie e i loro due figli piccoli di 2 anni e mezzo e 1 anno salirono a bordo dell'aereo a Bilinga per tornare ad Archerfield. Erano in vacanza nella vicina Coolangatta. Il capitano Keegan era il capo pilota della Queensland Airlines.
Il responsabile del traffico della Queensland Airlines, il signor Desmond Leigh, era volato da Brisbane alla pista di atterraggio di Bilinga all'inizio della giornata e voleva tornare a Brisbane. Tutti i posti erano riservati, quindi decise di scaricare il capitano Keegan. Ci sono state accuse secondo cui il signor Leigh potrebbe aver discusso con il pilota per poter salire a bordo del volo al posto del capitano Keegan. C'è stata anche un'accusa secondo cui il signor Leigh sarebbe salito a bordo del Lodestar e se ne sarebbe andato solo dopo essere stato scacciato dal pilota. Ciò potrebbe essere stato significativo per le indagini sull'incidente se una discussione avesse distratto i piloti a tal punto da omettere di impostare correttamente il trim dell'elevatore prima del decollo. Il signor Leigh ha detto all'inchiesta che quando ha saputo che il capitano Keegan stava viaggiando con sua moglie e i suoi due figli ha cambiato la sua decisione e ha permesso al capitano Keegan di accompagnare la sua famiglia. Ha detto che ha deciso di tornare a Brisbane in treno. Anche un altro testimone ha negato che ci fosse stata una discussione tra il signor Leigh e il pilota.
Il capitano Keegan e sua moglie salirono sull'aereo e ciascuno mise in grembo uno dei propri figli. L'inchiesta temeva che quando la famiglia Keegan salì sul volo alla pista di atterraggio di Bilinga, il loro peso, e in particolare il peso del capitano Keegan, potesse non essere stato adeguatamente preso in considerazione nel determinare la posizione del centro di gravità.

## Accuse di segretezza
L'apparente segretezza che circonda il rapporto redatto dalla commissione investigativa del Dipartimento dell'Aviazione Civile ha suscitato forti critiche. Dopo che il Ministro Drakeford ha annunciato alla Camera dei Rappresentanti che non c'era bisogno di un'inchiesta pubblica sul disastro perché lui e il suo Dipartimento conoscevano già la causa, è stato attaccato per aver presunto di conoscere tutte le ragioni al momento dell'inchiesta del Coroner era ancora in corso. Un editoriale del Brisbane Courier-Mail affermava che il ministro stava cercando di evitare inchieste pubbliche sugli incidenti aerei. Anche la decisione del procuratore generale di trattenere il rapporto del coroner ha suscitato forti critiche.
Nel rapporto della Corte d'Inchiesta dell'Aria sull'Incidente del DC-3 Lutana del 1948, il giudice William Simpson fu fortemente critico nei confronti della politica di navigazione aerea del Dipartimento dell'Aviazione Civile. Il ministro Drakeford ha difeso vigorosamente il suo dipartimento dalle critiche del giudice Simpson. Il giudice Simpson è stato attaccato al Senato. Un editoriale del Courier-Mail attaccava la segretezza che circondava l'incidente della Queensland Airlines e sosteneva che, non pubblicando il rapporto del suo dipartimento, il ministro Drakeford aveva dimostrato di non aver imparato nulla dall'inchiesta del giudice Simpson sullo schianto del Lutana.